# Doris Duranti
Doris Duranti (nacida Dora Duranti) (Livorno, 25 de abril de 1917–Santo Domingo, 10 de marzo de 1995) fue una actriz italiana que participó en un total de 41 películas entre las décadas de 1930 y 1950, a las que debe añadirse su último trabajo Divina creatura en 1975.
Tuvo un romance amoroso con Alessandro Pavolini, un político fascista que fue ejecutado en 1945 y su cuerpo colgado cabeza abajo junto a los de Nicola Bombacci, Benito Mussolini, Clara Petacci y Achille Starace en la milanesa Plaza de Loreto.

## Filmografía
- Il serpente a sonagli (1935)
- Freccia d'oro (1935)
- Aldebaran (1935)
- Lo squadrone bianco (1936)
- Ginevra degli Almieri (1936)
- Amazzoni bianche (1936)
- La gondola delle chimere  (1936)
- Vivere!  (1937)
- Sentinelle di bronzo (1937)
- Sotto la croce del sud (1938)
- Diamanti (1939)
- Cavalleria rusticana (1939)
- Ricchezza senza domani (1940)
- È sbarcato un marinaio (1940)
- Il cavaliere di Kruja (1940)
- La figlia del Corsaro Verde (1941)
- Il re si diverte(1941)
- Capitan Tempesta (1942)
- Tragica notte (1942)
- Il leone di Damasco (1942)
- Giarabub (1942)
- La contessa Castiglione (1942)
- Carmela (1942)
- Calafuria (1943)
- Rosalba (1944)
- Resurrezione (1944)
- Nessuno torna indietro (1945)
- Il voto (1950)
- I falsari (1951)
- Estrela da Manhã (1950)
- Clandestino a Trieste (1951)
- Tragico ritorno (1952)
- La storia del fornaretto di Venezia (1952)
- La muta di Portici (1952)
- Pentimento (1952)
- Papà ti ricordo (1952)
- A fil di spada (1952)
- L'ora della verità (1952)
- Il bacio dell'aurora (1953)
- François il contrabbandiere (1954)
- Vuelo 971 (1954)
- Divina creatura (1975)